# Adele Sigguk
Adele Sigguk (nascida em 1961) é uma artista Inuit de Kugaaruk, Nunavut.
O seu trabalho encontra-se incluído nas colecções do Musée national des beaux-arts du Québec e do Museu de Antropologia da UBC.